# Pie de rata amarillo
El pie de rata amarillo (Ramaria aurea) es una seta de coral en la familia Gomphaceae. Se encuentra en América del Norte y Europa.

## Descripción
Es una seta muy ramificada en forma de coral, que puede hacer entre 8 y 14 cm de altura y unos 20 cm de anchura. Ramas gruesas, cilíndricas, muy ramificadas. De color amarillo, después ocre. Pie grueso, canoso, amarillo pálido. Carne blanca.

## Hábitat
En pinares, de verano a otoño.

## Gastronomía
Cocido, es comestible, siempre que sea joven y eliminando las ramificaciones. Tampoco puede estar podrida ni llena de agua. Estas recomendaciones se pueden extender al resto de ramàries (o clavàries) comestibles como el pie de rata coliflor (Ramaria botrytis) o el pie de rata blanco (Ramaria flava).

## Peligro de confusión
Tiene, pero, el problema que es difícil de diferenciar de otras especies muy parecidas como el pie de rata bordo (Ramaria formosa), que es tóxico y puede originar graves diarreas.